# Anders Syberg
Anders Syberg er en dansk fodboldspiller, der spiller for GVI.
Han startede senior karrieren hos FC Vestsjælland, hvor han kom til fra den talentfulde årgang '88 fra AGF, der vandt DM i juniorliga, ligesom Michael Lumb, Morten Beck Andersen, Michael Vester, Niels Kristensen, Jesper Blicher og Frederik Krabbe, som alle har haft debut på AGF's 1.hold.
Hans forcer er hans arbejdsraseri, hans fysik, samt et rigtig godt frispark. Derudover er han god til at fordele spillet.
Syberg skiftede i sommeren 2008 til det ambitiøse FC Vestsjælland, som har AGF's tidligere pengemand Kurt Andersen i ryggen.